# 韋塞拉斯洛比德卡
50°16′14″N 29°44′32″E / 50.27056°N 29.74222°E
韋塞拉斯洛比德卡（烏克蘭語：Весела Слобідка）是位於烏克蘭北部的村莊，由基辅州法斯蒂夫區的贝希夫市镇負責管轄。該村始建於1850年，面積0.92平方公里，海拔高度180米，2001年人口178，人口密度每平方公里193.5人。